# Версело
Версело (нід. Weerselo) — село в нідерландській провінції Оверейсел. Входить до муніципалітету Дінкелланд.
Його площа становить 18,60 км², а населення станом на 2021 рік складало 3 055 осіб.
Перші згадки про населений пункт датуються 1160-ими роками.
Раніше мало статус окремого муніципалітету.

## Визначні уродженці
- Фелікс вон Гейден (1890–1982) — нідерландський футболіст і тенісист, учасник Олімпійських ігор 1920 року[2].

## Галерея

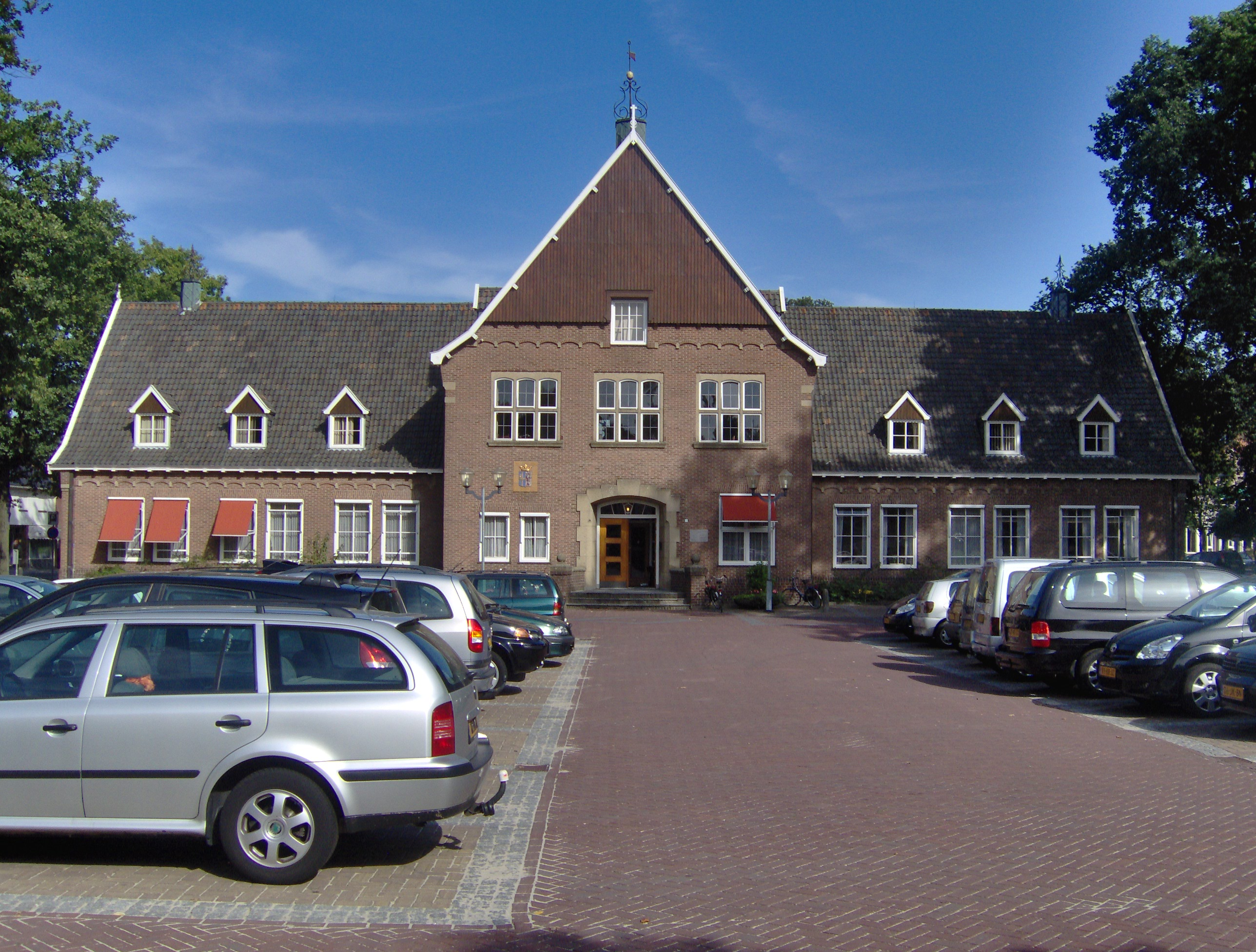
Будівля колишньої мерії
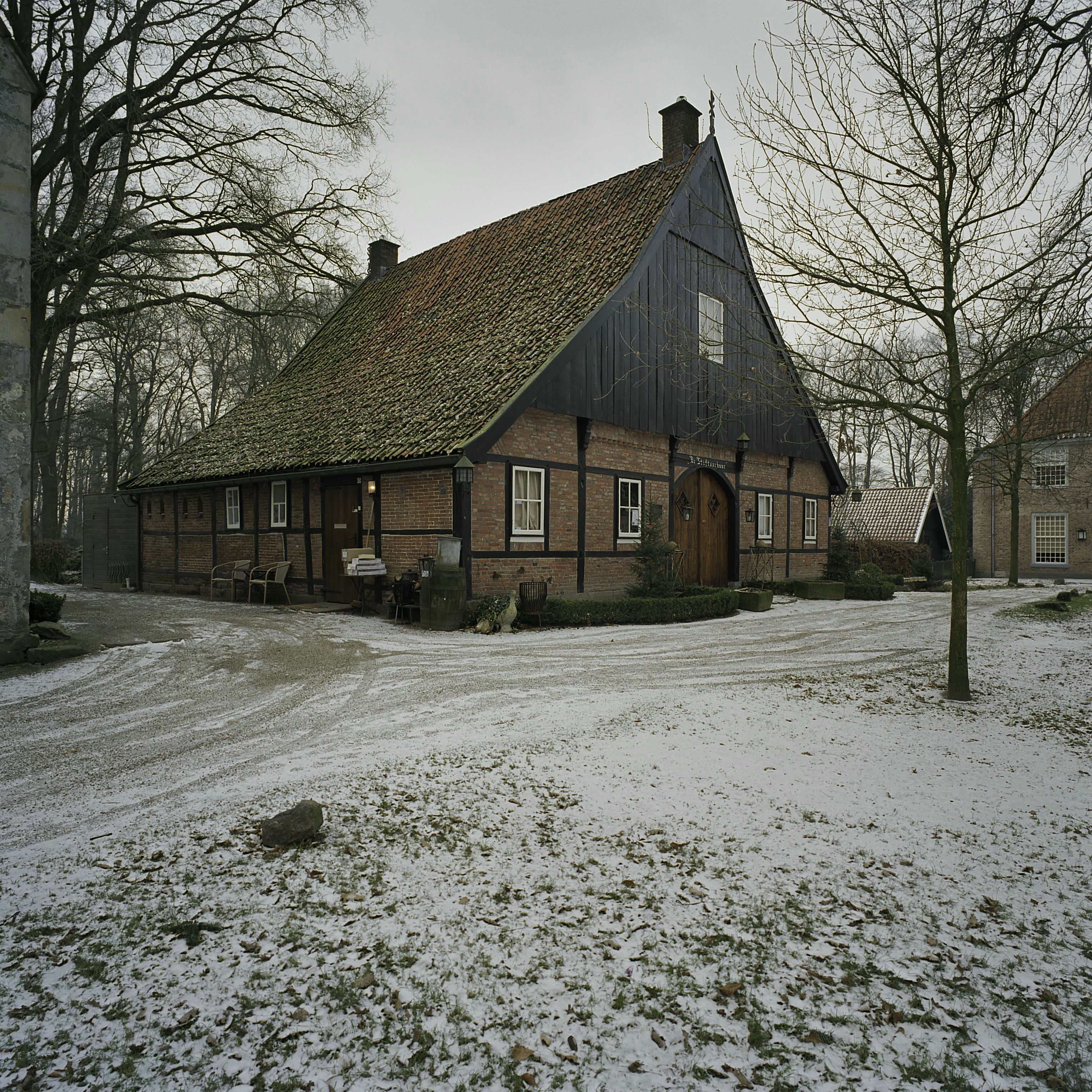
Стодола у селі
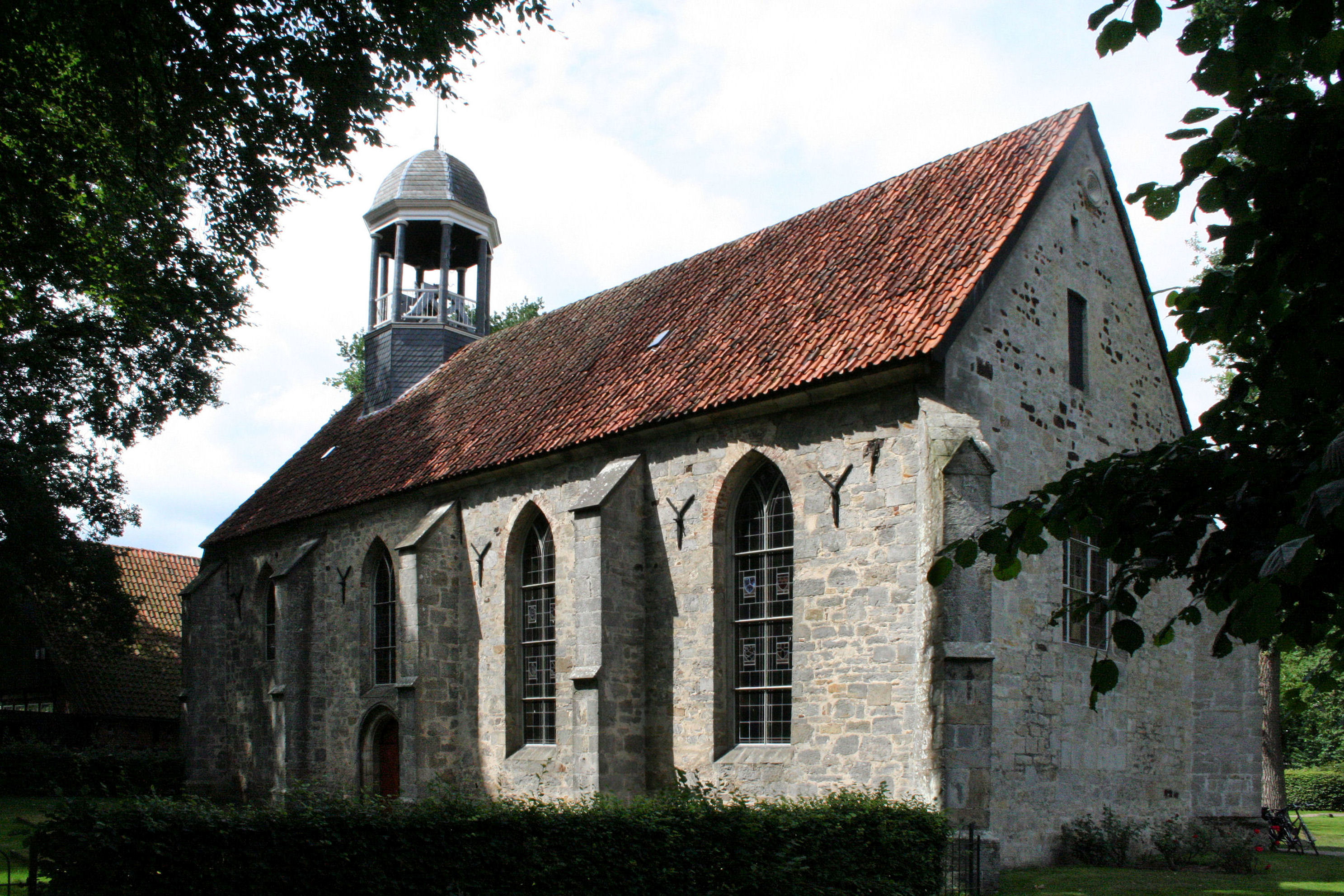
Церква у Версело